# Distichopora gracilis
Distichopora gracilis is een hydroïdpoliep uit de familie Stylasteridae. De poliep komt uit het geslacht Distichopora. Distichopora gracilis werd in 1848 voor het eerst wetenschappelijk beschreven door Dana. 